# Edoardo Bove
Edoardo Bove (Roma, 16 de maio de 2002) é um futebolista italiano que atua como meio-campista. Atualmente defende a Fiorentina, emprestado pela Roma.

## Carreira
Revelado no Boreale DonOrione (equipe amadora da capital italiana) em 2008, Bove juntou-se às categorias de base da Roma em 2012 após um teste supervisionado por Bruno Conti. Em novembro de 2020, estendeu seu vínculo com o clube até 2024.
Promovido ao elenco profissional em 2021, foi relacionado pela primeira vez em dezembro do mesmo ano contra o Young Boys, pela Liga Europa, mas não saiu do banco de reservas. A estreia oficial do meio-campista foi pela Série A, na vitória por 5 a 0 sobre o Crotone, em maio de 2021, substituindo Ebrima Darboe aos 35 minutos do segundo tempo. Na temporada seguinte, foi utilizado 11 vezes por José Mourinho na primeira divisão italiana e marcou seu primeiro gol como profissional na vitória por 3 a 2 sobre o Verona, em fevereiro de 2022.
Fez parte do elenco campeão da primeira edição da Liga Conferência Europa da UEFA, disputando 2 jogos, contra CSKA Sofia (fase de grupos) e Vitesse (oitavas-de-final). Em dezembro de 2021, a Roma anunciou a renovação do contrato de Bove até 2025. Ao marcar um gol contra o Bayer Leverkusen, pela semifinal da Liga Europa de 2022–23, tornou-se o mais jovem jogador do clube a marcar um gol em uma semifinal de uma competição europeia.
Em dezembro do mesmo ano, o meio-campista renovaria seu vínculo com os Giallorossi até 2028.
Em 1 de dezembro de 2024, Bove sofreu um colapso na partida contra a Internazionale, ocasionando na suspensão da partida. Felizmente, o jogador se recuperou posteriormente.

## Seleção Italiana
Desde 2018, Bove é convocado para as seleções de base da Itália, chegando a usar a braçadeira de capitão na equipe Sub-20 em 2021.[carece de fontes?]

## Vida pessoal
A família do pai de Bove é originária de Nápoles, enquanto a mãe do jogador é ítalo-alemã. Em uma entrevista, afirmou se inspirar no ex-capitão romanista Daniele De Rossi.

## Títulos
Roma
- Liga Conferência Europa da UEFA: 2021–22[12][13]